# Katla
Katla [ˈkʰahtla]IPA je islandská štítová sopka, která se nachází pod ledovcem Mýrdalsjökull na jižním konci Islandské východní sopečné zóny. Rozkládá se severně od Vík í Mýrdal, nejjižněji položené obce na Islandu, a na východ od menšího ledovce Eyjafjallajökull, pod kterým se taktéž nachází aktivní sopka. Její vrchol dosahuje výšky 1512 metrů a je zčásti pokryt 200 až 700 metrů silným ledovcem Mýrdalsjökull na ploše o rozloze 595 km². Ledovcový příkrov vyplňuje celou kalderu sopky o objemu 70 km³. Jedná se o jednu z nejaktivnějších islandských sopek.
Sopečný kráter má průměr 10 kilometrů a k erupci vulkánu dochází běžně vždy za 40 až 80 let (jiné zdroje uvádějí četnost dvakrát za století). K poslední velké erupci došlo v roce 1918, ale došlo pravděpodobně ještě i k menším erupcím v roce 1955 a 1999, které však neprorazily ledovcový příkrov. Od roku 930 bylo zdokumentováno celkem 18 erupcí. Katla je však zdrojem pyroklastického sedimentu, tzv. tefry (přibližně 6 až 7 krychlových kilometrů), datované zpět do minulosti až 10 600 let, nalezené na řadě míst v Norsku, ve Skotsku a v Severním Atlantiku.
Před vybudováním Hringveguru (islandského silničního okruhu) se lidé obávali cestovat po rovinách ležících před sopkou z důvodu častých povodní způsobovaných únikem ledovcové vody nazývaných jökulhlaup a rovněž kvůli hlubokým říčním brodům. Obzvláště nebezpečný byl únik ledovcové vody, který následoval po erupci v roce 1918. Katla vykazuje známky neklidu znovu od roku 1999 a geologové mají obavy, že k výbuchu sopky může dojít kdykoli v blízké budoucnosti. Sopečná aktivita sopky Katla je pod neustálým dohledem, zejména po erupcích sopky Eyjafjallajökull ležící pod stejnojmenným ledovcem, v březnu, dubnu a květnu roku 2010. Erupce této nepříliš vzdálené, delší dobu vulkanicky klidné, sopky, vyvolaly mezi geofyziky obavy, že by mohly spustit rovněž erupci sopky Katla.

## Typ erupce

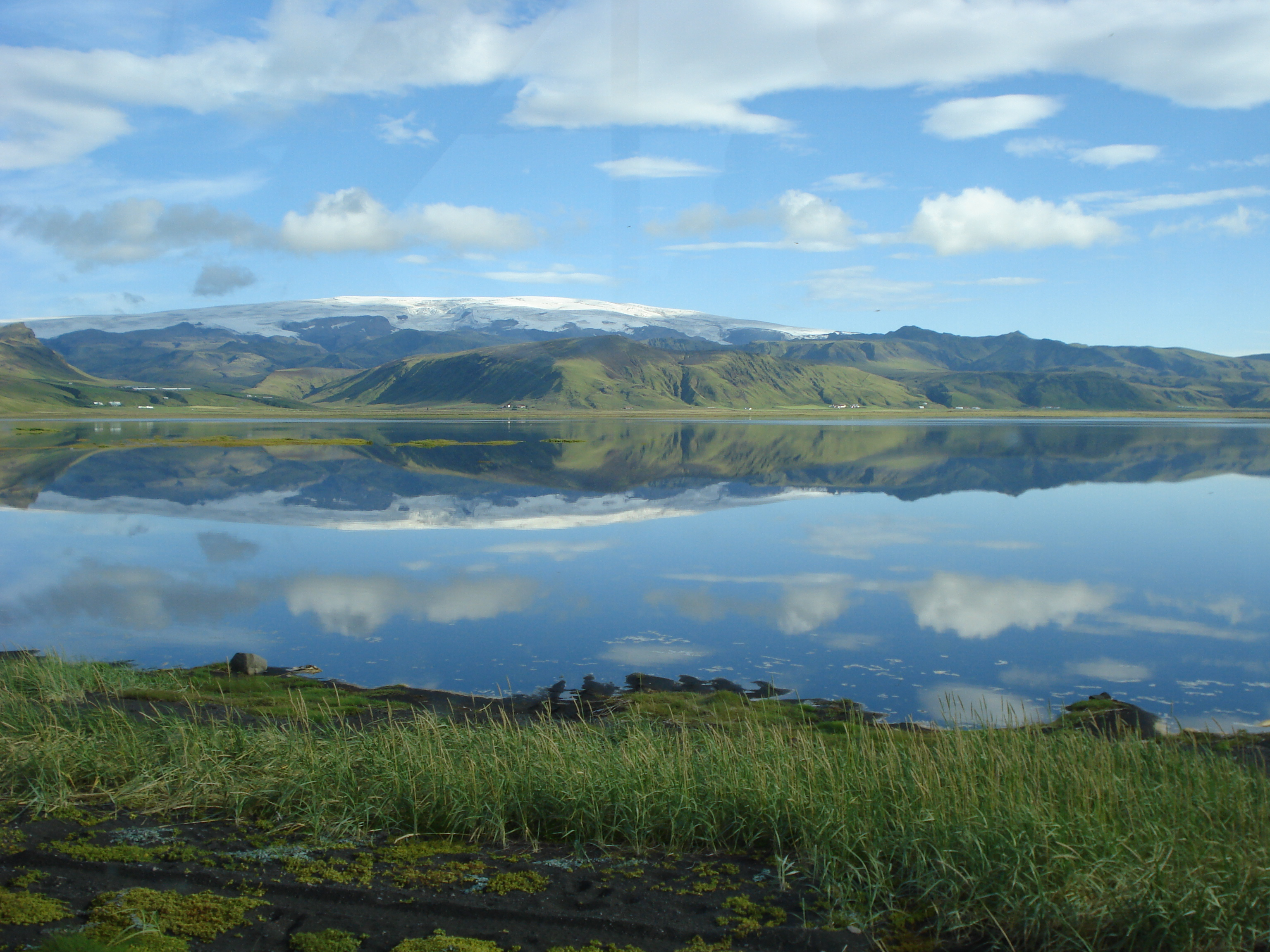
Pohled na ledovec ukrývající Katlu

Jelikož se Katla nachází pod silným ledovcovým příkrovem, dochází u ní během erupce ke kontaktu magmatu s tekutou vodou, což má za následek rychlé ochlazování magmatu a vznik tefry a vodní páry. Dochází ke kombinaci umožňující vznik explozivních erupcí, které do atmosféry vyvrhuje množství materiálu a vytváří velké mračno vulkanického materiálu.
Magma proudící k povrchu z magmatického krbu je bazaltového až dacitového složení. Často vznikají rozsáhlé a objemné lávové proudy, které se rozlévají do okolí. Chemismus magmatu je ovlivněn pozicí Islandu, který se nachází na rozhraní Středoatlantického hřbetu a horké skvrny. Historicky vyvržená láva měla složení odpovídající železem a titanem bohaté bazalty a menšího množství křemičité tefry.
Seismické snímkování ve 2D naznačilo, že se magmatický krb nachází relativně mělko a to pouze v hloubce 3 km od povrchu ledovce. Tloušťka rezervoáru se odhaduje na jeden kilometr, načež množství magmatu, které by se zde mohlo vyskytovat se odhaduje na 10 až 12 km³. Jelikož ale byla ke snímkování použita metoda šíření seismických vln, je nutno brát v potaz, že výsledný obraz velikosti magmatického krbu ukazuje pouze oblast, kde panují podmínky umožňující vznik dostatečného množství taveniny zabraňující šíření s-vln.

## Historické erupce
Katla soptila v letech 920, 934 (?), 1150 (respektive někdy ve 12. století), 1177 (nebo 1179), 1245, 1262, 1357 (?), 1416, 1440 (?), 1450 (?), 1500 (?), 1580, 1612, 1625, 1660–61, 1721, 1755–56, 1823, 1860, 1918, 1955 (?) a 1999 (?). Většina těchto erupcí se odehrála z trhliny ležící uvnitř sopečné kaldery, ale část holocenních erupcí se odehrála v rámci trhlinového systému Eldgjá, který se táhne přibližně 60 km severovýchodním směrem od ledového pokryvu k sopce Grímsvötn.
Erupce na systému trhlin Eldgjá, která se odehrála pravděpodobně okolo roku 934, vytvořila lávový proud o objemu až 18 km³. V době vrcholící erupce v roce 1755 došlo ke vzniku povodní v důsledku unikající ledovcové vody, jejíž průtok byl odhadnut na 200 000 až 400 000 krychlových metrů za sekundu; pro srovnání: společný průměrný průtok veletoků Amazonky, Mississippi, Nilu, a Žluté řeky (Chuang-che) činí kolem 266 000 krychlových metrů za sekundu.

### Erupce v roce 1918
Před vybudováním islandského silničního okruhu Hringveguru se lidé obávali do okolí Katly cestovat. Rovinaté pláně v jejím okolí totiž postihovaly (a i nadále postihují) náhlé povodně způsobené únikem ledovcové vody. Pro tento druh záplav se vžilo označení jökulhlaup a představují jedno z největších nebezpečí spojených se sopečnou činností, se kterými se můžeme na Islandu setkat. Plnou sílu těchto povodní jsme měli možnost spatřit 12. října 1918, kdy došlo k poslední významné erupci této sopky.
Že 12. říjen nebude pro místní běžným dnem, začalo být zřejmé okolo 13. hodiny. Tehdy oblast jižního Islandu postihlo silné zemětřesení. Země se pak slaběji třásla nepřetržitě přibližně půl hodinu. To značilo, že se po prasklinách dere k povrchu magma. Na „povrch“ magma vystoupalo v oblasti sopečné kaldery, která ale byla zcela vyplněna ledem. Magma o teplotě okolo tisíce stupňů Celsia začalo tavit okolní led. Vzniklo obrovské množství vody, které si začalo hledat cestu ven ze sevření ledového krunýře.
Okolo 15. hodiny si obyvatelé blízké vesnice Vík všimli, že se nad vrcholkem Katly začíná vznášet sopečné mračno. Znamenalo to, že se láva dokázala protavit ledovcem. Krátce nato spatřili, jak se korytem řeky Múlakvísl valí směrem k moři obrovská povodňová vlna tvořená směsí ledovcové vody a úlomků sopečných hornin a ledových ker. Odhaduje se, že povodeň urazila cestu z kráteru k moři za přibližně 45 minut. Postupovala tedy rychlostí okolo 10 m/s.
Obyvatelé vesnice Vík měli štěstí. Povodeň se totiž valila korytem řeky směřující od jejich vesnice. O podobném štěstí ale nemohla mluvit skupina farmářů, kteří v oblasti Álftaver na jihovýchod od Katly chovali ovce. Ti totiž v osudný den uslyšeli bez zjevné příčiny velkou ránu. Znajíce divokou historii svého kraje, okamžitě naskočili na své koně a zamířili k nejvyššímu místu v okolí – lávovému poli Skálmabæjarhraun. Během cesty spatřili, jak se ze svahu Katly začíná valit obrovská povodňová vlna beroucí vše, co jí stálo v cestě. Farmáři se rozhodli opustit svůj cenný dobytek a hnát koně na hranici sil v urputném cvalu k lávovému poli. Toho se jim podařilo dosáhnout jen krátce před tím, než se kolem nich prohnala povodňová vlna unášející různě velké úlomky skal a ledových ker. Farmáři si na poslední chvíli zachránili životy, svá stáda však zachránit nemohli.
Když prvotní povodňová vlna opadla, přeživší zamířili k farmě Skálmabæjarhraun. Po příjezdu začali z farmy vynášet zásoby do stodoly stojící na starém lávovém poli na vyvýšeném místě. Se svými rodinami pak ve stodole přečkali noc. Během večera na stodolu začal dopadat sopečný prach a úlomky strusky. Noční oblohu protínaly blesky vznikající třením sopečných částic o sebe a s tím spojeným vznikem statické elektřiny. Z dálky byly slyšet nekonečné ozvěny sopečných explozí i překotný hukot unikající ledovcové vody. Ráno farmáři spatřili, že záplavová vlna dosáhla až k vyklizené farmě. Těsně v jejím sousedství se nacházela obrovská ledová kra. Po erupci byla farma opuštěna, podobně jako několik dalších farem v okolí. Povodeň si vyžádala život několika stovek ovcí, 37 koní, ale žádného člověka.
Cenné poznatky o průběhu povodně poskytli svědci pozorující její postup z vesnice Vík a kopce Hjörleifshöfði. Z jejich výpovědí jsme se dozvěděli, že se nejednalo o povodeň jednu, ale o sérii záplav o různé intenzitě. Svědci totiž spatřili, že po prvotní (přibližně dvě hodiny trvající) povodni se okolo 17. hodiny najednou množství vody proudící do moře razantně zvýšilo. A to tak moc, že voda byla schopná unášet obrovské ledové kry. Zdálo se, že se krajinou pohybují celé sněhem pokryté kopce. Dobové fotografie těchto ker dokládají, že byly mezi 40 až 60 metry vysoké.
Okolo 19. hodiny se začalo nad ostrovem stmívat, takže přestalo být možné průběh záplav sledovat. Když se druhý den okolo sedmé rozednělo, povodeň již korytem neprotékala, takže nebylo možné určit čas jejího konce. Odhaduje se, že hlavní část povodně trvala okolo 5 až 6 hodin, během kterých se korytem prohnalo okolo 8 km³ směsi vody a úlomků sopečných hornin. Kulminační průtok byl nejspíše okolo 150 000 m³/s; pro srovnání, řeka Amazonka má průměrný průtok okolo 209 000 m³/s.
Tím to ale neskončilo. V průběhu 13. října se povodně do rovinatých plání ležících jihovýchodně od Katly vrátily. Uvnitř ledovce totiž někdy v průběhu záplav vznikla zřícením stropu ledového tunelu, kterým voda proudila, hráz. Ta bránila vodě v úniku do doby, než tlak vody způsobil její protržení. Voda následně v různé intenzitě vytékala zpod ledovce po dobu dvou týdnů, v dalších čtyřech týdnech se pak povodně v mnohem slabší síle ještě příležitostně vracely.
Série povodní významně proměnila krajinu rovinatých plání na jihovýchod od Katly. Proudící voda totiž dokázala významně přetvořit koryta, kterými proudila, a přenést velké množství hornin a ledu. A to tak velké, že část jižního pobřeží Islandu se prodloužila o pět kilometrů a je pravděpodobné, že významnou proměnou prošlo i přiléhající dno oceánu, což se v té době nedalo detailněji prozkoumat. Po krajině byly rozházeny obrovské balvany a desítky metrů velké ledové kry. Ty byly vodou urvány z čela ledovcových splazů, čímž došlo k jejich významnému přetvoření.

#### Sopečné mračno
Záplavy způsobené ledovcovou vodou byly přitom jen jedna část zkázy. Přítomnost vodního ledu v místě výstupu magmatu totiž způsobila exploze trhající magma na malé částečky. A to kvůli tomu, že se vlivem tepla led přeměňoval nejprve na vodu a následně na páru. Pára zabírá přibližně tisíc šestsetkrát větší objem než voda (přesná hodnota závisí na teplotě), takže po svém vzniku začne expandovat a během expanze trhá okolní materiál. Když se pak ledovec nad kráterem roztavil, začalo nad ním vyrůstat sopečné mračno tvořené sopečným prachem a popelem.
Dobová svědectví dokládají, že sopečné mračno bylo vidět ze vzdálenosti 200 až 300 kilometrů, tedy z většiny území Islandu. Odhaduje se proto, že vystoupalo do výšky 14 kilometrů, načež začalo být unášeno větry směrem na západ. Obloha nad Reykjavíkem záhy potemněla. Geologické nálezy dokládají, že přibližně polovina ostrova byla zasypána popelem. V bezprostřední blízkosti sopky spadlo z oblohy tolik materiálu, že vznikla půl metru silná vrstva. Na povrch Islandu se dostalo přibližně 1 km³ nového sopečného materiálu, nicméně to nemusí být konečné množství, které exploze vyvrhla. Těžko se totiž určuje množství materiálu, který byl uložen pod mořskou hladinu. Sopečná erupce, která trvala 24 dní, proto mohla být ještě objemnější, než se nyní jeví.

#### Spící obr?
K poslední velké erupci Katly došlo v roce 1918, ale od té doby se Katla pravděpodobně probudila již třikrát. Vždy ale jen slabě. Stalo se tak v roce 1955, 1999 a 2011, kdy se znenadání rozvodnily řeky v jejím okolí. To naznačovalo, že pod ledovým příkrovem došlo k sopečné činnosti a s tím spojeným táním ledu. V roce 2011 byla povodeň na řece Múlakvísl natolik silná, že strhla silniční most umístěný na hlavní okružní silnici, a to uprostřed právě probíhající turistické sezóny. Nicméně je zřejmé, že na další silnou erupci Katly od roku 1918 stále čekáme.
V roce 1918 přitom zasáhly povodně rovinaté pláně na východ od Katly s minimálním osídlením. Škody byly proto velice malé. S ohledem na obrovské riziko je tato oblast neosídlena, takže ani dnes nehrozí, že by povodně způsobily rozsáhlou zkázu. Přesto mají Islanďané z Katly obavy. Historické doklady totiž ukazují, že ne všechny povodně musí ze sopečné kaldery zamířit východním směrem. Příležitostně opustí ledovec i na jeho západním okraji v oblasti Entujökull. Odtud by valící se voda zamířila do turisty oblíbeného údolí Þórsmörk.
Voda, která se do tohoto údolí dostane, je následně odváděna na západ a později na jih podél masivu sopky Eyjafjallajökull. Do míst, kde se na rovinatých pláních oblasti Mýrdalsjökull nachází řada farem s doprovodnou infrastrukturou. Pokud by tedy došlo k výlevu vody na severozápadním úbočí Katly, budou ohroženy lidské životy a vzniknou značné ekonomické škody.

### Spojitost se sopkou Eyjafjallajökull

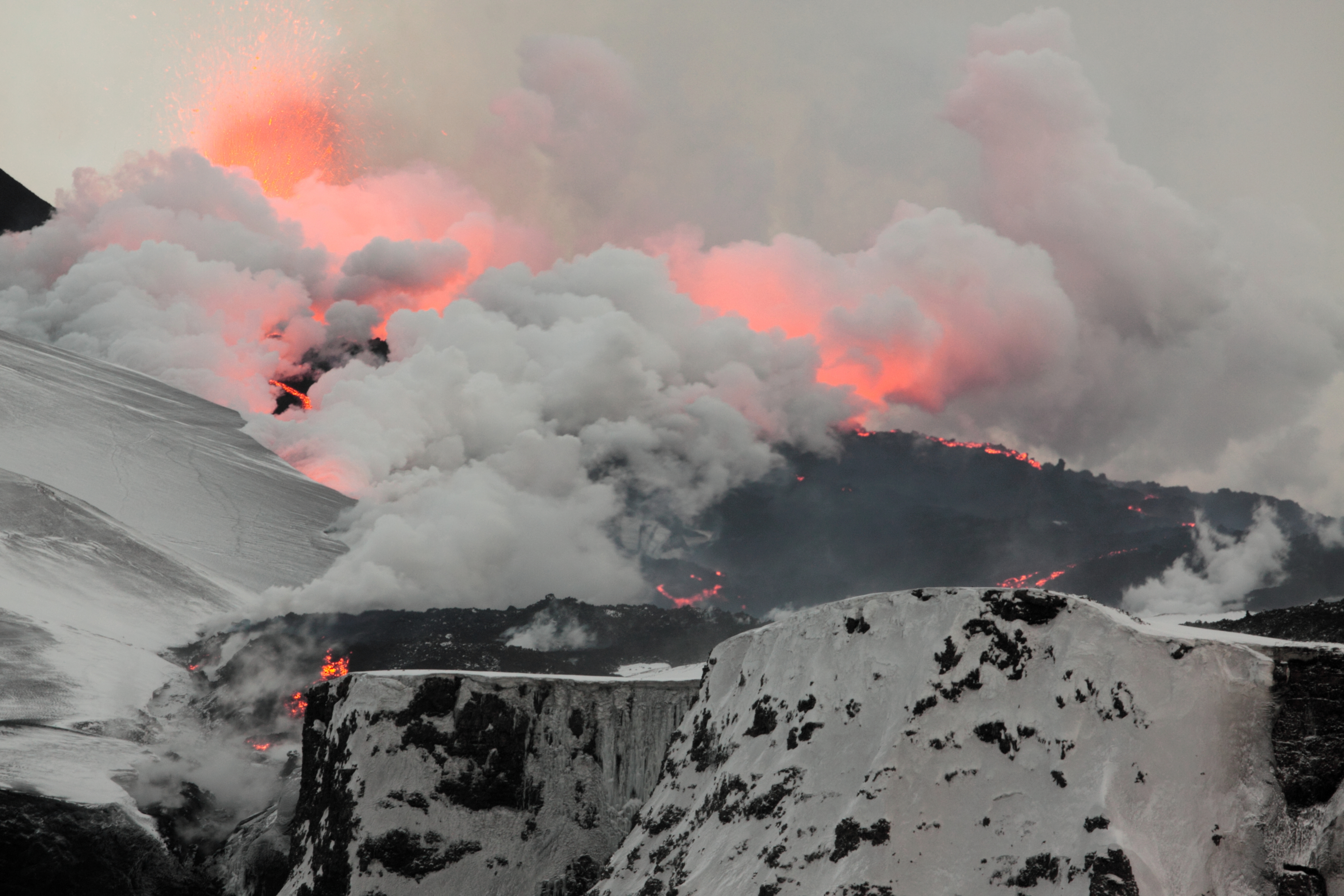
Erupce sopky Eyjafjallajökull roku 2010

Je to právě sopka Eyjafjallajökull ležící přibližně 25 kilometrů západně od Katly, která nám dala v dubnu 2010 varování, co můžeme u příští erupce Katly čekat. Její erupce vytvořila relativně malý jökulhlaup, který se prohnal částí údolí Þórsmörk, ale i sopečné mračno šířící se nad Evropu. Následné zastavení letecké dopravy nad velkou částí Evropy kvůli přítomnosti sopečného prachu v atmosféře způsobilo ekonomické škody za několika miliard eur. Erupce Eyjafjallajökull mnohé vyděsila. Historická pozorování totiž naznačovala, že existuje souvislost mezi explozí Eyjafjallajökull a Katly. Větší sestra explodovala zpravidla vždy krátce po explozi Eyjafjallajökull. Existují proto úvahy, že tyto sopky jsou napájeny ze stejného magmatického zdroje či že sdílejí část přívodních drah. O patnáct let později víme, že protentokrát historické předpoklady selhaly. Katla prozatím neexplodovala.
Neměli bychom to ale brát jako doklad toho, že se Katla uklidnila. Sice je v současnosti nemožné přesně předpovídat, kdy sopka exploduje, nicméně v případě Katly je jen otázkou času, kdy znovu udeří. Seismické snímkování jejího okolí totiž ukazuje, že se magmatický krb, tedy místo, kde se magma hromadí před výstupem na povrch, nachází relativně mělko – pouze 3 km pod povrchem. Na základě velikosti seismické anomálie vědci odhadují, že magmatický krb je okolo jednoho kilometru mocný a že se v něm nachází minimálně 10 až 12 km³ roztavených hornin. Není tak pochyb, že sopka je i nadále zásobena roztavenými horninami vystupujícími z hlubších partií Země. V okolí Katly se navíc často chvěje země. To může naznačovat, že je magma v podzemí stále v pohybu.
V roce 2018 navíc vyšla studie islandských a britských vědců, kterým se podařilo jako prvním změřit množství sopečných plynů unikající z Katly. Zjistili tak, že ze sopky vychází obrovské množství oxidu uhličitého (CO2), přibližně dvacet tisíc tun denně. Katla se tak řadí mezi sopky, které tohoto plynu produkují na světě nejvíce. Zůstává prozatím otevřenou otázkou, jestli vysoká emise oxidu uhličitého značí nadcházející sopečnou erupci (existují totiž příklady sopek, u kterých v řádů týdnů až let předcházel erupci nárůst úniku sopečných plynů), nebo jestli je pro Katlu takto vysoká emise přirozená.
V současnosti není možné předpovědět, jak bude budoucí erupce Katly probíhat. Katla se totiž umí projevovat různě. Kdyby k výstupu lávy došlo mimo zaledněný vrchol, jak se již v minulosti stalo, byli bychom pravděpodobně svědky vzniku lávových proudů „neškodně“ se šířících do okolí. Jestli ale dojde k výlevu magmatu pod ledovcem, dopady mohou být značné. Vyjma katastrofální povodně s potenciálem poničit část jižního Islandu totiž hrozí, že vznikne obrovské sopečné mračno šířící se tisíce kilometrů mimo Island. Mračno přitom může nejenom uzemnit veškerý letecký provoz v zasažené oblasti, ale také na několik let pozměnit klima severní polokoule.

## Vzhled sopky

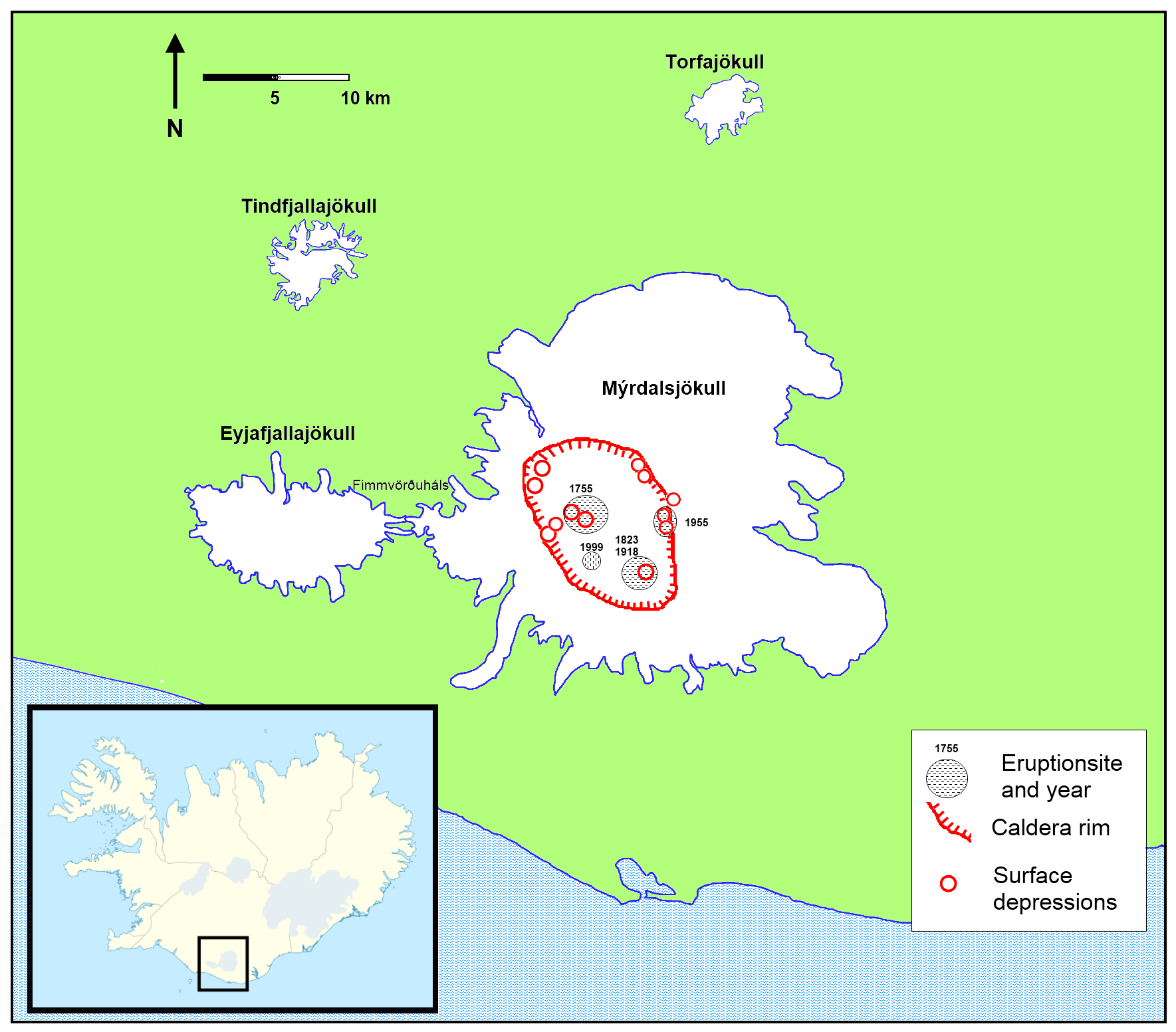
Pozice kaldery Katly vyznačené na mapě

Katla je štítová sopka, která je na vrcholku pokrytá ledovcem. Pod ledovcem se nachází 750 metrů hluboká sopečná kaldera o rozměrech 9 × 14 km protažená v SZ-JV směru. Její nejvyšší bod leží 1380 metrů nad mořem a tři hlavní ledovce prochází jejím okrajem. Celá kaldera je vyplněna 200 až 700 metrů mocným ledovcem o objemu okolo 70 km³. Současná kaldera byla vytvořena během posledního období zalednění.
Samotný kužel sopky má objem přibližně 300 km³ a byl utvořen převážně před 220 tisíci lety v holocénu. Počátek holocenní aktivity je označen jako erupce Sólheimar, datována 12 000 let př. n. l. na základě tefrových vrstev v okolí Skogáru.

## Okolí
Vulkanický kaňon Eldgjá je součástí stejného vulkanického systému.

## Nebezpečí
Katla se považuje za nejnebezpečnější sopku na Islandu, což je způsobeno tím, že se nachází pod rozsáhlým ledovcem. V případě sopečné erupce tak dochází k masivnímu tání ledu a hromadění roztáté vody pod ledovcem, která se později vyvalí v podobě katastrofické povodně nazývané jako jökulhlaup. Následkem povodně dochází k zaplavení rovinatých oblastí, které se směrem k pobřeží nachází v okolí sopky na jihozápad (oblast Landeyjar) i na východ (Mýrdalssandur). V historii docházelo k výlevům vody z oblastí Kötlujökull a Sólheimajökull, ale současné výzkumy naznačují, že by mohlo dojít k výlevu i z oblasti Entujökull, což by vedlo k zaplavení západního regionu Mýrdalsjökull a turisticky oblíbené destinace Þórsmörk.